# Peter Mieg
Pour les articles homonymes, voir Mieg.
Peter Mieg, né le 5 septembre 1906 à Lenzburg et mort le 7 décembre 1990 à Aarau, est un compositeur, artiste peintre et journaliste suisse.

## Biographie
Peter Mieg grandit dans un milieu familial où toutes les choses concernant les arts étaient toutes naturelles. Ses ancêtres maternels appartenaient à une vieille famille bourgeoise de Lenzburg – il était cousin de l'historien Jean-Rodolphe de Salis –, tandis que ses ancêtres paternels qui avaient longtemps vécu à Bâle étaient originaires d'Alsace.

## Composition
Pendant sa scolarité Mieg prend des leçons de piano chez Carl Arthur Richter, directeur musical et compositeur allemand installé à Lenzburg ; ses premières compositions datent de 1918. Après avoir obtenu sa maturité en 1927, à Aarau, Mieg étudie l'histoire de l'art, l'archéologie, l'histoire de la musique ainsi que les littératures allemande et française à Zurich, Bâle et Paris.
En 1933 Peter Mieg soutient sa thèse de doctorat intitulée Morgenthaler, Moillet, Eppler – Studien zur modernen Aquarellmalerei in der Schweiz. Il se tourne ensuite vers le journalisme, travaillant dans les domaines de la critique d'art, de la critique musicale et littéraire auprès des Basler Nachrichten, de la Weltwoche, du Badener Tagblatt et pour différentes revues.
Dans les années 1933-1939 il fait la connaissance de Paul Sacher – pour lequel il écrira Combray (1977) – et des compositeurs Bartok, Stravinsky, Honegger et Martinů. En 1939 il retourne vivre à Lenzburg, dans sa maison paternelle.
À partir de 1942, Peter Mieg demande conseil à Frank Martin en matière de composition. Au début des années 1950, Mieg rencontre ses premiers grands succès auprès du public et désormais il ne compose plus que sur commande : Orchestre de la Tonhalle de Zurich, Lucerne Festival Strings et bien d'autres. Commence alors une amitié qui durera toute la vie avec le chef d'orchestre Edmond de Stoutz pour l'orchestre duquel (Orchestre de chambre de Zurich) il écrit plusieurs œuvres dont le Concerto per clavicembalo e orchestra da camera (1953), le Concerto Veneziano (1955), le Konzert für Oboe und Orchester (1957) et le Concerto pour piano à quatre mains et orchestre à cordes (1980).
La création musicale est au centre des activités artistiques de Peter Mieg. Son œuvre comporte quelque 135 compositions dans lesquelles il a développé un néoclassicisme tout personnel. Il a écrit de nombreux concertos (pour piano, pour 2 pianos, pour violon, pour violoncelle, pour hautbois, pour harpe, pour flûte, pour deux flûtes, pour piano et violoncelle…) ainsi que de la musique de chambre et de la musique pour piano (5 sonates pour piano).

## Peinture
En tant qu'artiste peintre Peter Mieg ne fait sa première exposition qu'en 1961 même s'il a exercé cette activité depuis son adolescence. Il est l'auteur de centaines d'aquarelles, de gouaches représentant des natures mortes et des paysages.

## Discographie

### CD
- Peter Mieg : Ausgewählte Werke : Streichtrio (1937), Streichquartett Nr. 1 (1938), Konzert für Oboe und Orchester (1957), Toccata-Arioso-Gigue für Streichorchester (1959). Interprètes Trio Streiff, Quatuor Carmina, Camerata Zürich, Marc Kissóczy (Dir.), Südwestdeutsches Kammerorchester Pforzheim, Sebastian Tewinkel (Dir.), Musiques Suisses CD 6239, 2006
- Eric Gaudibert - Jost Meier - Peter Mieg Konzerte : u.a. Peter Mieg : Konzert für zwei Klaviere und Orchester (1939-42), Bruno Schneider (Horn), Felix Renggli (Flöte), Adrienne Soos und Ivo Haag, (Klavier), Orchestre de Chambre de Neuchâtel unter Jan Schultsz, Musiques Suisses MGB CD 6234, 2005
- Schweizer Musik für Flöte und Klavier : entre austres : Peter Mieg : Sonate (1963), Musiques Suisses MGB CD 6222, 2004
- Peter Mieg : Triple Concerto dans le goût italien pour violon, alto, violoncelle et orchestre à cordes (1978), Mit Nacht und Nacht für Tenor und Orchester (1962), Morceau élégant pour flûte et harpe (1969), Musik für Cembalo, zwei Bläser und vier Streicher (1954), Sonate für Violoncello und Klavier (1986). Interprètes Radio-Orchester Beromünster, Erich Schmid (dir.), ténor Ernst Haefliger ; Festival Strings Lucerne, Mario Venzago (dir.) ; Primož Novšak, Karl-Andreas Kolly entre autres, Jecklin Edition JS 314–2, 1996
- Peter Mieg : Sinfonie (1958), Rondeau symphonique (1964), Combray (1977). Interprètes Orkiestra Symfoniczna, Polskie Radio i Telewizja (Warszawa), André Froelicher (dir.), Gallo CD-681, 1991
- Streichtrio (1984). Interprètes Novšak-Trio: Primož Novšak (violon), Michel Rouilly (alto), Susanne Basler (violoncelle). Pro Arte Musicae PAM-CD-PT1008, 1990

### Vinyles
- Peter Mieg : Triple Concerto dans le goût italien pour violon, alto, violoncelle et cordes (1978), violon Gunars Larsens, alto Wilhelm Gerlach, violoncelle Curdin Coray, Festival Strings Lucerne, direction Mario Venzago, Concerto per clavicembalo e orchestra da camera (1954), clavecin Ernst Gerber, flûtes Anna-Katharina Graf et Sunna Bircher, Festival Strings Lucerne, direction Rudolf Baumgartner, EX LIBRIS 1981
- Peter Mieg : Sonate IV pour piano (1975), piano Jean-Jacques Dünki (de), "Doris" pour alto (1977), alto András von Tószeghi, Duo pour flûte et alto (1977), flûte Günter Rumpel, alto András von Tószeghi, sonate pour flûte et piano (1963), flûte Günter Rumpel, piano Stefi Andres, ALOIV 1978
- Peter Mieg, musique de chambre Morceau élégant (1969) pour flûte et harpe, flûte Peter-Lukas Graf, harpe Ursula Holliger, Les Plaisirs de Rued (1971) pour flûte solo, flûte Peter-Lukas Graf, Quintuor (1969) pour flûte, 2 violons, violoncelle et clavecin, flûte Peter-Lukas Graf, violons Alexander von Wijnkoop, Eva Zürbrügg, violoncelle Walter Grimmer, clavecin Ernst Gerber, Lettres à Goldoni (1963-1971) pour piano, piano Dinorah Varsi, Les Charmes de Lostorf (1971) pour 2 flûtes solo, flûtes Anne Utagawa et Dominique Hunziker, Sur les Rives du Lac Léman (1968) pour violon et piano, violon Thomas Füri, piano Urs Voegelin, Les Jouissances de Mauensee (1971) pour 3 flûtes solo, flûtes Peter-Lukas Graf, Anne Utagawa et Dominique Hunziker, Claves Records 1976
- Concerto pour deux flûtes et orchestre à cordes (1974), flûte Dominique Hunziker et Anne Utagawa, Festival Strings Lucerne, direction Rudolf Baumgartner, Ariola Eurodisc 1975
- Peter Mieg Konzert für Klavier und Orchester Nr. 2 (1962), piano Annette Weisbrod, Mit Nacht und Nacht (1962), chant pour ténor et orchestre sur des textes de Cyrus Atabay, ténor Ernst Haefliger, Orchestre symphonique de Bâle, direction Armin Jordan
- Toccata - Arioso - Gigue pour orchestre à cordes (1959), Stadtorchester Winterthur, direction Clemens Dahinden, Arbeitsgemeinschaft zur Förderung schweizerischer Musik, o.D.
- Kammerkonzerte. Vanguard, 1959. Serial of Swiss Composer's League, no. 42–43. Kassation für 9 Instrumente, 4 quatuors vocaux, Concerto da Camera per archi, pianoforte e timpani. Interprètes Rudolf am Bach (de) (piano) ; Orchestre de chambre de Zurich, Edmond de Stoutz (dir.), Ensemble instrumental, Räto Tschupp (de) (dir.), Pamela Ricci, Marie Lise de Montmollin, Eric Tappy, Gaston Presset, Maroussia Le Marc’Hadour.

## Sources
- Silvia Kind : Peter Mieg. Monologe. Washington, 2001, S. 226-235.
- Michael Schneider (compositeur) : Der Komponist Peter Mieg : Leben – Werk – Rezeption. Amadeus, Winterthur 1995,  (ISBN 3-905049-64-3).
- Brigitte Morach-Müller : Peter Mieg als Maler. Avec la participation d'Emil Maurer, Peter Mieg, Jean-Rodolphe de Salis et Edmond de Stoutz. Kromer, Lenzburg, 1984.
- Reni Mertens & Walter Marti : Der Komponist, Maler, Schriftsteller und Journalist Peter Mieg. Portrait filmé, musique de Peter Mieg, 1980
- Uli Däster, Walter Kläy et Walter Labhart : Peter Mieg. Eine Monographie. Sauerländer, Aarau und Frankfurt am Main 1976,  (ISBN 3-7941-1529-5).
- Peter Mieg- Komponist-Maler-Publizist : réalisé par Klossner Franticek

## Source de la traduction
- (de) Cet article est partiellement ou en totalité issu de l’article de Wikipédia en allemand intitulé « Peter Mieg » (voir la liste des auteurs).